# János Zápolya
János Zápolya hay Szapolyai (tiếng Hungary: Szapolyai/ Zápolya János; tiếng Croatia: Ivan Zapolja; tiếng Romania: Ioan Zápolya; tiếng Slovak: Ján Zápoľský; 1487 – 22 tháng 7 năm 1540), là Vua Hungary (với tên gọi János I) từ năm 1526 đến 1540. Trong quá trình cai trị, quyền lực của ông bị tranh chấp bởi Ferdinand I, người cũng tự xưng là Vua Hungary. Ông giữ danh hiệu Thống quân Transylvania từ năm 1510 đến năm 1526.